# Check-In (Roberto Magris)
| Recensione         | Giudizio |
| ------------------ | -------- |
| All Music          |          |
| All About Jazz (1) |          |
| All About Jazz (2) |          |
| All About Jazz (3) |          |
| All About Jazz (4) |          |
| All About Jazz (5) |          |
| The Irish Times    |          |
| Concerto           |          |

Check-In è il primo album in studio registrato da Roberto Magris per la casa discografica Soulnote, a nome Roberto Magris Europlane, ed è stato pubblicato nel 2005. È un disco jazz di genere Straight-ahead, basato principalmente su composizioni originali dello stesso Magris.

## Tracce
1. I Remember You – 7:19 (Schertzinger/Mercer)
2. Blues for My Sleeping Baby – 12:29 (Roberto Magris)
3. African Mood – 9:35 (Roberto Magris)
4. Luci Lontane – 6:20 (Roberto Magris)
5. What Blues? – 5:26 (Roberto Magris)
6. Why Did I Choose You – 6:00 (Martin/Leonard)
7. I Concentrate on You – 7:26 (Cole Porter)
8. Che Cosa C’è – 3:26 (Gino Paoli)

## Musicisti
- Tony Lakatos – sassofono tenore e sassofono soprano
- Michael Erian – sassofono tenore e sassofono soprano
- Roberto Magris – pianoforte
- Robert Balzar – contrabbasso
- Gabriele Centis – batteria
- Fulvio Zafret – congas (brano 3)